# Беккер, Иоганн Филипп
Иоганн Филипп Беккер (20 марта 1809, Франкенталь — 9 декабря 1886, Женева) — немецкий революционер, деятель немецкого и международного рабочего движения, член Союза коммунистов и Первого Интернационала.

## Биография
Родился в семье рабочих и сам первоначально был рабочим — его ремеслом было создание малярных кистей. Начал участвовать в рабочем движении с 1830-х годов, впервые был арестован в 1832 году за призывы к революции, вскоре выпущен, но почти сразу же вновь заключён на 11 месяцев. В мае 1838 года переехал с семьёй в Швейцарию, где сменил ряд профессий и достиг финансового благополучия, став совладельцем табачной фабрики, при этом не отказавшись от своих социалистических идей. В 1847 году стал помощником и советником Ульриха Оксенбейна.
Участвовал в Баденско-пфальцском восстании 1849 года, будучи командиром народного ополчения Бадена и проявив себя талантливым командиром как в организационных делах, так и на поле боя. После восстания вернулся в Швейцарию, поселившись в Женеве и открыв собственную таверну.
К 1860-м годам стал видным деятелем рабочего движения, активно участвовал в работе 1-го Интернационала, был в числе организаторов его немецких секций на территории Швейцарии, редактировал журнал «Форботе» («Der Vorbote»), для которого написал много статей, активно пропагандировал учение Карла Маркса и Фридриха Энгельса, будучи знаком с обоими, выступал в поддержку Джузеппе Гарибальди.